# صناعة المعاجم
صناعة المعاجم أو المعجماتية (بالإنجليزية: Lexicography)‏ جزء من علم المعاجم، يبحث في صناعة المعاجم والقواميس، بجمع كلماتها وتعريفها وتصنيفها، وإيجازها في مقالات منفرة في شكل عنوان جانبي.
يهتم هذا الفرع أيضا بالشرح المصور، بإعطاء أمثلة و تعبيرات للكلمة، لتوضيح المعاني والدلالات معا.
تختلف الصناعة المعجمية عن علم المعاجم المتفرع عن محتوى المعاجم.